# Pomacentrus taeniometopon
Pomacentrus taeniometopon is een straalvinnige vissensoort uit de familie van rifbaarzen of koraaljuffertjes (Pomacentridae). De wetenschappelijke naam van de soort is voor het eerst geldig gepubliceerd in 1852 door Bleeker.